# Romersk vægmaleri
 Denne artikel bør gennemlæses af en person med fagkendskab for at sikre den faglige korrekthed.
    .. herunder brug af gængse danske fagudtryk

Romerske vægmalerier (efter den vigtigste lokalitet også 'romersk-pompejansk vægmaleri') inddeles i de forskellige stilarter, der blev brugt i det romerske rige fra det 3. århundrede f.Kr. til senantikken. Hverken før eller senere har vægmalerier haft så stor udbredelse. De findes i de riges boliger, men også i små beboelsesbygninger i den dybeste provins, fra Britannien til Egypten, fra Pannonien (Ungarn) til Marokko.

## Vægmalerierne i byerne ved Vesuv
Vesuvs udbrud i 79 e.Kr. forårsagede en askeregn over byerne Pompeji og Herculaneum, der begravede vægmalerierne. Askelagets beskyttelse har bevirket at værkerne har været forholdsvis velbevarede, og at de har kunnet tjene som udgangspunkt for det meste af forskningen af romersk vægmaleri.
Pompeji blev genopdaget i slutningen af 1500-tallet af italieneren Domenico Fontana (1543-1607).
Han gravede en tunnel ind til forum, men indså ikke at han var stødt på resterne af Pompeji.
I begyndelsen af 1700-tallet blev udgravningerne videreført af prins d'Elboeuf (1677-1763).
Også han arbejde vilkårligt og gravede uden nogen idé om det gamle sted.
Først med Karl 3. – som konge i Napoli og Sicilien (~Karl 3. af Spanien †1788) – blev der udført målrettede udgravninger.
I 1735 blev arbejdet påbegyndt i Herculaneum, og 10 år senere forsatte man med udgravninger i Pompeji.
Gennem Joseph og Caroline Bonaparte – søskende til Napoleon, der efter hinanden var på tronen i Napoli og fremmede udgravningerne – oplevede de et fornyet opsving.
Victor Emanuel 2. af Italien gjorde i 1800-tallet Giuseppe Fiorelli (1823-96) til leder af udgravningerne,
og det blev indledningen til den første systematiske udgravning: affaldet blev fjernet, husene forsynet med numre og opdelt i regiones (bydele), insulae (boligblokke) og domus (huse).

### Stilarter ifølge August Mau
I 1882 inddelte den tyske arkæolog August Mau (1840-1909) vægmalerierne fra Pompeji indtil byens begravelse i fire stilarter
- 1. stil / Murværks- eller 'inkrustationsstil': ca. 200 til 80 f.Kr.[note 4]
- 2. stil / Arkitektur- eller 'illusionsstil': ca. 100 til 15 f.Kr.
- 3. stil / Ornamentstil: ca. 15 f.Kr. til 50 e.Kr.
- 4. stil / Fantasistil: 50 til 79 e.Kr.

Disse stilarter blev udarbejdet ud fra fundene i Pompeji, men afspejler udviklingen af romersk vægmaleri og lader sig derfor eftervise andre steder.
Grundlaget for inddelingen var den romerske arkitekt Vitruvs (†25 f.Kr.) historisk ordnede beskrivelser af de forskellige typer vægmalerier, som førte til differentieringen mellem 1. og 2. stil.
Overgangerne mellem de fire faser er flydende, således at tidsoplysningerne kun kan være omtrentlige.

### Teknikker
De fleste malerier blev lavet med en blanding af fresko- og temperateknik eller enkaustik.
Gips blev påført væggene i flere lag, hvorved antallet af lag kunne variere.
Generelt blev der benyttet flere lag i tidligere end i senere vægmalerier; det samme gælder for huse for rigere romere end for enklere huse.
Man påførte gipslagene fra toppen, og derefter blev malerierne påført væggen og færdiggjort i bunden.
Mere udførlige malerier blev desuden poleret.

## Maleriernes opbygning på væggen
På trods af variationer er væggene opbygget efter samme skema
med en sokkelzone, en midterzone og en øvre zone.
Sokkelzonen er normalt ret enkelt udført. Den kan være ensfarvet, men der kan også være imitation af marmor eller simple malerier af planter.
Geometriske mønstre er også meget populære.
Det er imidlertid i den centrale zone at hovedparten af maleriet udfolder sig.
Her finder man – afhængig af stilen – fremstillinger af komplekse arkitekturmotiver eller simple felter. Midten af væggen havde sædvanligvis en særlig vægt og blev prydet af et maleri.
Vægmalerier med felter, der især fra 3. stil ('ornamentstil') var meget almindelige, bestod af en vekslen mellem brede ensfarvede felter og smalle felter, ofte rigt udsmykket med planter, urealistiske arkitekturmotiver eller andre mønstre.
I den øvre zone kan man finde lette arkitekturmotiver.
Den øvre zone mangler i mange enkle vægmalerier i provinserne.
Plafondmalerier er mindre velbevarede end væggene. Der er to grundlæggende typer: Enkle mønstre som cirkler eller kasetter – som ved kassetteloft – der gentages i det uendelige. Eller loftet kunne være udformet ud fra et centrum, ofte med en figur.
I nogle få fund kan en sammenhængende komposition af gulv, vægge og loft også teknisk eftervises og knyttes til skriftlig overlevering.

### 1. stil: Murværksstil
Ved 1. stil – murværks- eller inkrustationsstil (sidste betegnelse efter August Mau) – efterlignede man monumentale kvadremure på væggene med farverige malerier, udskæringer (de: Ritzungen) eller plastisk opbygning med stuk.
Det drejer sig endnu ikke om en egentlig malestil i snævrere forstand.
Geometri spillede en vigtig rolle og blev her opnået ved indridsede linjer.
Tredimensionalitet blev skabt ved hjælp lys- og skyggerefleksioner.
Stilen efterlignede generelt hellenistisk arkitektur: væggen har en sokkel, en høj rektangulær midterzone og en gennemløbende øvre zone.
Pladerne (de: die Platten) på de efterlignede kvadre blev ved kanterne udformet som drejede det sig om virkelige, tilhuggede stenblokke, der var integreret i væggen.
Fugen ses tydeligt.
I det øvre vægområde blev de tilstødende felter ved hjørnerne malet med kontrastrige farver.
Eksempler: Værelser i Casa di Sallustio og Casa del Fauno
| - Stil 1: 'Murværksstil' - Fra Delos, hellenistisk, sort-hvid tegning - Eks. fra Casa Samnita Herculaneum - Væg i Casa di Sallustio Pompeji Koloreret tegning - Væg i Pompeji |

### 2. stil: Arkitekturstil
2. stil kaldes også arkitekturstil.
Fra 80 til 20 f.Kr. malede man en arkitektonisk baggrund på den glatte væg – scener af eller med arkiturkurelementer.
Væggen blev opdelt symmetrisk om en akse med illusionsskabende arkitekturmotiver (fx trompe-l’œil, skinperspektiv) eller med udsigter ud over landskaber og billeder i stor skala, 'megalografier', og på den måde forstørret.
Arkitekturstilen hentede især sine forbilleder fra det hellenistisk-romerske teater.
I Augustus' hus på Palatinerhøjen i Rom – en paladsagtig bolig for den første romerske kejser – ser man den modne 2. stil.
Sokkelzonen i 2. stil er normalt fremstillet mørk, mens den midterste zone fremstår lys.
De mest anvendte farver er mørkerød, mørkegrøn, sort og gul.
Gul blev brugt til arkitekturmotiver, blå og grøn for detaljer.
Stilen kan opdeles i forskellige underfaser.
Det ældste eksempel på denne stil i Rom kan findes i Casa dei Grifi på Palatinerhøjen og dateres til omkring 80 f.Kr.
Udsmykningen minder endnu om 1. stil.
Væggen er maleteknisk opdelt af marmorplader (de: die Wand ist malerisch durch Marmorplatten gegliedert)
En nyskabelse er dog malede søjler, placeret foran væggen.
Væggen fremstår således i to lag.
Senere i 2. stil kan væggen være gennembrudt.
I Villa dei Misteri, 'Mysterievillaen', lidt nord for Pompeji er der vægmalerier i de tilstødende værelser, som i den øverste tredjedel viser en udsigt ud over bagvedliggende bygninger.
Oftest er det templer man ser.
I Villa Fanninus i landsbyen Boscoreale i nærheden af Pompeji er væggen helt opløst; den er opdelt af søjler og viser udsigter over landskaber eller tempelanlæg.
I den sene 2. stil kan man se yderligere fornyelser.
Væggene er stadig struktureret arkitektonisk, men der er ofte et mellembillede med udsigt, ikke til en bygning, men til et mytologisk landskab.
I slutningen af stilen kan der observeres en udfladning de: Verflachung) af væggene.
Væggen er lukket igen, og der er kun det centrale billede tilbage.
Arkitekturmotiverne, der tidligere var realistiske, forsynes nu med ikke-realistiske figurer.
Kendte eksempler er malerierne i Casa della Farnesina og i Aula Isiaca.
Disse fornyelser blev ikke hilst velkommen af alle samtidige.
Vitruv kritiserer for eksempel skildringen af ikke-realistiske figurer og arkitekturmotiver:
 "Men alt det, der er rettet mod virkelige ting, bliver nu fejlagtigt afvist, fordi man på væggen hellere maler uhyrer end virkelighedstro billeder af bestemte ting." 
Eksempler på romersk vægmalerier i 'arkitekturstil':
| - Stil 2: 'Arkitekturstil' - Maleri i Stabiae. Napolibugten - Augustus' hus - Villa Boscoreale nær Vesuv - Villa Poppea, Oplontis i Torre Annunziata |

| - Fra Villa dei Misteri, 'Mysterievillaen' - Indvielsesritual - Cubiculum, privat rum, soverum - Cubiculum, fresko - Arimaspe og grif |

### 3. stil: Ornamentstil
I 3. stil eller ornamentstil – 'ornamentalstil', 'den ornamentale stil' – blev rumdybden igen brugt som virkemiddel.
Væggen tjener som billedbærer og er opdelt vandret og lodret.
Væggens hovedzone er normalt opdelt i forskellige, helt flade felter (feltdekoration).
Et mellembillede viser normalt et vue ud over et landskab med mytologisk tema.
Væggens øverste zone spiller den dominerende rolle med sin dekorative ornamentering.
Nogle gange er der stadig arkitekturmotiver, som ikke har samme plasticitet som i 2. stil.
Derfor kaldes denne stil ofte ornamentstil.
En undergruppe af 3. stil er kandelaberstil.
Den er opkaldt efter den hyppige brug af kandelabre som et yndet dekorativt motiv.
Fint udførte kandelabre indrammer billedfelterne i stedet for søjler.
Denne undergruppe står ved overgangen fra 2. til 3. stil.
Mens væggene normalt er udført meget fladt, er kandelabrene malet meget levende.
Stilen nåede et klimaks inden for vægmaleriet i årene 15 f.Kr. til 50 e.Kr.
Et typisk eksempel på denne stil er Villa Farnesina i Rom, Villa Boscotrecase, Villa Imperiale, Casa dei Ceii i Pompeji og Villa Poppaea i Oplontis nær Pompeji. Marcus Lucretius Frontos hus i Pompeji er det bedste eksempel på den sene fase i 3. stil.
| - Stil 3: 'Ornamentstil' - Varmbadet 'caldarium' Villa Poppaea, Oplontis - Caupona (mindre spisested) Herculaneum - Villa Farnesina, Rom - Villa Boscotrecase med mytologisk midterbillede |

### 4. stil: Fantasistil
4. stil eller fantasistilen er den mest uafhængige inden for romersk-pompejansk vægmaleri og kombinerer elementer fra tidligere stilarter.
Den begynder omkring 40 eller 50 e.Kr. og strækker sig i det mindste til den flaviske periode.
Der er enkle dekorationer, hvor felter blev sat sammen, men også udførlige arkitekturmotiver.
Stilen er kendetegnet ved et væld af ornamenter.
I væggens midterbillede vises et maleri.
Sidepanelerne viser ofte små svævende figurer.
Derudover giver den vue til barokiserende arkitekturmotiver (de: 'barockisierende')
Stilen er helt illusionistisk: den stiller den kunstige verden over for den virkelige.
Hvide, røde og sorte felter med stereotype elementer dominerer (scenografi).
Som et udtryk for et greb tilbage til 2. stil har fantasistilen arkitekturmotiver.
Elementer af 1. stil er stukrelieffer.
Typisk for stilen er også dekorative filigranbånd, der kan indramme individuelle felter.
Derudover findes der også meget enkelt udførte vægge, der minder om 3. stil; den kan kun genkendes som tilhørende 4. stil ud fra visse ornamenter.
Disse vægge findes ofte i mindre vigtige værelser.
En anden fornyelse er tapetlignende mønstre, hvor et bestemt motiv blev gentaget uendeligt på en væg.
4. stil er forbundet med navnet på maleren Fabullus.
Ifølge Plinius den ældre malede han Neros palæ (Domus Aurea, 'Det gyldne hus') i Rom.
Hans stil er beskrevet som blomstende eller svulstig (fortolkning af passagen er imidlertid usikker).
Han gjorde også krav på alvor og strenghed (de: Ernst und Strenge).
I Domus Aurea findes forskellige versioner af malerierne.
Det er derfor ikke muligt at tilskrive ham bestemte billeder.
Eksempler er Domus Aurea i Rom, Casa dei Vettii i Pompeji eller Macellum, markedshallen i Pompeji.
| - Stil 4: 'Fantasistil' – Casa dei Vettii, Pompeji - Klassisk vægudformning efter 4. stil - 'Oecus' (modtagerum) - Herkules som barn - Udsmykning i triclinium |

| - Stil 4: 'Fantasistil' - Marcus Lucretius Frontos' hus i Pompeji - Casa del Naviglio Pompeji (regio VI,10,11) - Collegium Augustalium Herculaneum - Væg i Domus Aurea, Rom |

## Efterpompejansk vægmaleri
Vægmalerier fra perioden efter 79 e.Kr. er langt mindre kendt end dem fra de velbevarede byer Pompeji og Herculaneum.
4. stil er stadig bevidnet efter Pompejis begravelse i aske og sluttede ikke med byernes undergang.
Stilen er stadig bevidnet til omkring 100 e.Kr.
I de følgende perioder kan man også skelne mellem forskellige stiltrin.
Men en egentlig selvstændig ny femte stil taler man ikke om.
Vægmalerierne i den følgende periode gentager elementer fra de fire stilarter, og der er kun få radikale fornyelser.

### Vægmaleri fra 'Hadrian-perioden'
Fra denne periode (ca. 117-140 e.Kr.) er der forskellige typer udsmykning.
For udførlige udsmykninger blev 2. stil brugt (fx Rom, Villa of Numisia Procula, Villa Negroni).
Der er fremstillinger af arkitekturmotiver, hvoraf nogle har et stort midterbillede.
Andre vægge fra Hadrian-perioden er stadig i traditionen fra 4 stil.
Endelig er der adskillige vægge, for eksempel i Villa Adriana (Hadrians villa, opført 118-138), hvis udsmykning er reduceret til enkle overflader.
Her er geometriske figurer fremherskende.

### Vægmaleri fra den 'antoninske periode' ca. 140-180
Typisk for denne periode (ca. 140-180 e.Kr. er vægge i traditionen i 3. stil med foranstillede søjler og en særlig præference for gule vægge med røde udsigter, vuer, for eksempel Casa del Soffitto Dipinto i Ostia Antica, det arkæologiske område i havnebyen Ostia.
Desuden var enkeltfarvede udsmykninger meget populære, hvis hovedindretning ofte består af 'ædiculaer' (kapel, niche, lille hus).
Endelig er der enkle feltudsmykninger uden malede arkitekturmotiver.
I almindelighed kan man se en stræben efter harmoni i vægmaleriet, hvilket står i kontrast til den følgende stilperiode.
De figurative midterbilleder mister fra denne tid stadig større betydning og bliver mindre og mindre i de følgende år og forsvinder helt.

### Senantoninsk-severinsk vægmaleri
Denne stilperiode (ca. 180-240 e.Kr.) er på mange måder et brud i forhold til de tidligere stilarter.
Næsten overalt kan man se bestræbelser for at skabe noget nyt.
Der er stadig en bred vifte af vægdekorationer.
Vægge med malede arkitekturmotiver har tendens til at være forenklede versioner af 4. stil, mindre legende (de: verspielt).
Fremstående søjler, der ser ud som dobbeltsøjler, er meget populære.
Svævende eller stående figurer vises i felterne mellem dem.
Fra da af blev figurer fra dagligdagen i stigende grad brugt i vægmalerier.
Rækker af tjenende figurer erstatter mytologiske scener.
Udstilling af velstand syntes vigtigere end at stille græsk dannelse til skue.
Feltvæggene i denne stilperiode skiller sig først og fremmest ud ved deres uregelmæssighed.
Mens tidligere feltdekorationer snarere var optaget af symmetri, satte man nu ofte ulige store felter ved siden af hinanden.
Figurerne i de felter, der plejede at ligge inden for feltets rammer, gennembrød nu ofte dets afgrænsning.
En særlig fornyelse fra denne stilperiode er vægge i det rød-grønne linjesystem.
Udsmykningen af væggen her er reduceret til et netværk af linjer.
Figurerne er sparsomme og ofte malet meget impressionistisk.
Disse udsmykninger er hovedsagelig kendt fra de romerske katakomber, men ikke kun bevidnet i dér (se for eksempel Villa Piccola
under San Sebastiano fuori le mura / San Sebastiano ad Catacumbas i Rom.

### Det sene 3. og 4. århundrede
I 3. og 4. århundrede e.Kr. var der stadig nogle vægge med arkitekturmotiver som udsmykning, men de tabte meget af deres plasticitet.
Ofte drejede det sig kun om søjler, der opdelte væggene.
Feltudsmykninger fortsatte med at være relativt populære, hvorved marmordekoration af vægge ofte blev efterlignet.
Dekorationer i et rød-grønt linjesystem fandtes stadig i 4. århundrede og skiller sig ud på grund af færre og færre ornamenter.
Endelig var der dekorationer, hvor små mønstre blev gentaget uendeligt, hvilket skabte en effekt der ligner dagens tapet.
Fra begyndelsen af den konstantinske periode er der et par malerier, der skiller sig ud ved deres store plasticitet og bestræbelse på at skabe rumlig dybde.
De har klassicistisk karakter, uden at det er muligt at identificere en bestemt stil som model.
Den rød-brune farvetone er også typisk.
Det bedst kendte eksempel er et loft udsmykket med eroter og figurer på en kejserlig bygning i Trier.
I perioden efter Konstantin er der en dominans af stærkt impressionistiske malerier, der igen mister meget af deres rumlige virkning.
Fra tiden efter begyndelsen af det 5. århundrede e.Kr. er der ingen andre overleverede eksempler på maleriudsmykkede huse, selv om de er litterært bekræftet.
I den følgende periode skiftede vægmaleriet over til udsmykning af kirker mv.
| - Eksempler på efterpompejanske vægmalerier - Hadriansk vægmaleri Villa Negroni, Rom - Antoninsk vægmaleri, Rom - Antoninsk vægmaleri, Ostia - Senantoninsk-severinsk vægmaleri, Zeugma |

| - Eksempler på efterpompejanske vægmalerier - Senantoninsk-severinsk vægmaleri (rød-grønt linjesystem) - Senantoninsk-severinsk vægmaleri, Rom - 4. årh. (udsnit, paladsloft i Trier) - Sene 3. og 4. årh. Efterligning af marmorudsmykning statholderpalads, Budapest |

## Vægmalerier fra den romerske provins
Udviklingen af romersk vægmaleri i provinserne er sværere at spore end i Italien, da der er få meget velbevarede rester og forskningen i de enkelte provinser stadig er meget forskellig.
Mens de romerske vægmalerier i for eksempel Tyskland, Schweiz eller Britannien er ganske godt undersøgt, mangler der samlende undersøgelser for andre provinser, blandt andet fra Nordafrika, selv om vægmalerier formodentlig var lige vigtige overalt.

### Frankrig
Især er vægmalerierne fra Frankrig grundigt undersøgt, og der findes en sammenfattende monografi af Alix Barbet.
Det er ikke tilfældigt, at de tidligste fragmenter, der kan tilskrives den første stil, kommer fra Ile Sainte-Marguerite, en ø lidt syd for Cannes, der af de kendte fundsteder ligger tættest ved den italienske grænse.
De få overleverede fragmenter er bemalet stuk med marmorimitationer samt en frise med delfiner.
Fra Glanum ca. 20 Kilometer syd for Avignon i det sydlige Frankrig er der flere forholdsvis velbevarede eksempler på 2. stil.
Et maleri fra Sullas hus (Maison de Sulla) har gule felter, ortostater (opretstående stenblokke findes der meget lignende vægudsmykninger.
Eksempler på 2. stil er også kendt fra andre steder, fx fra Ensérune og Nîmes.
Alle disse steder ligger i det sydlige Frankrig.
Talrige eksempler på 3. stil er bevaret og offentliggjort.
De kommer fra næsten alle dele af landet.
I Fréjus var der et atriumhus, hvis hele dekorationsprogram kan rekonstrueres forholdsvis godt.
De fleste værelser er udsmykket i 3. stil.
Væggene er ret enkle med røde felter og grønne eller sorte adskillende felter.
De øvre zoner er gule.
Sokkelzonen er mørkerød eller sort.
Fra midten af det første århundrede er der også mange malerier, der følger 4. stil.
Derudover er der mange malerier i de galliske provinser, der hører til den sene 3. stil.
Udviklingen i Frankrig forløb således i en anden retning end i Italien.
Fra Vienne i Isère stammer en vægudssmykning på sort grund med kandelabre,
som har eroter og fugle. Maleriet viser elementer fra 3. stil, men virker overlæsset (de: wirkt insgesamt aber überladen) og minder således om 4. stil.
Der er mange vægmalerier med filigranudsmykkede bånd, som er typisk for 4. stil.
Vægge udsmykket med arkitekturmotiver, der ellers er bevidnet i 4. stil, er det ikke her.
Fra 2. århundrede er der bevaret forskellige typer vægdekorationer.
Der er også talrige eksempler på kandelabervægge.
Arkitekturmotiver er nu hyppigere bevidnet.
En fornyelse er de mange malerier på en lys baggrund.
Relativt få malerier kan dateres til 3. og 4. århundrede.
Bemærkelsesværdige er forskellige vægge med store figurer.
Fra et termisk bad i Saint-Romain-en-Gal (Departement Rhône) er der fire paneler med figurer af atleter.
Fra den severiske periode er der også eksempler på malerier med udførlige billeder af arkitekturmotiver der minder om 2. stil.

### Romersk vægmaleri i de nordvestlige provinser
Vægmaleriet i disse områder (Tyskland, Schweiz, Holland og Belgien) er grundigt undersøgt.
For nogle byer (Köln, Xanten) og regioner (Schweiz, det nordlige Germania Superior), er der nu monografier, hvor fund af vægmalerier er behandlet.
Materialebasen er derfor bred, selv om der er forholdsvis få meget velbevarede vægmalerier.
Mange rekonstruktioner af udsmykninger er derfor usikre.
De sparsomme ældste rester af vægkmalerier i disse områder omfatter 3. stil og er til tider af meget høj kvalitet og minder meget om italiske forbilleder.
Tilsyneladende fulgte der også malere med de romerske tropper til de erobrede områder, hvor de etablerede egne værksteder.
I de følgende år arbejdede disse værksteder sig bort fra de romerske forbilleder.
Vægmalerierne i dette område udviklede deres eget repertoire.
Kandelabervægge blev i tiden derefter særligt populære; feltvægge er også hyppige, mens arkitekturmotiver er ikke så almindelige som i Italien.
4. stil findes også i disse provinser, men kan ofte kun genkendes ud fra de typiske filigranudsmykkede bånd (for eksempel Augsburg,
Thermen Windisch AG i Schweiz
Vidy i Schweiz), Rübenach (bydel i Koblenz), som ikke havde samme udbredelse som i Italien.
I den hadrianske periode (117-138) og tiden derefter fortsatte 4. stil, men væggene var enklere udformet.
Der er ikke så mange legende (de: verspielte) ornamenter tilbage.
Feltudsmykninger fortsætter med at dominere, men der er også kandelabervægge.
Kun sjældent er udsmykninger med arkitekturmotiver bevidnet.
I slutningen af 2. århundrede og i begyndelsen af 3. århundrede forsvandt kandelabervæggene.
Feltudsmykninger var nu dominerende; der var både meget farverige eksempler og lettere malede vægge hvis dekorationer var malet i røde linjer på en hvid baggrund (fx en villa i Schwangau, Landkreis Ostallgäu).
Udsmykninger i tapetstil kan eftervises i hele 2. århundrede.
På grund af de konstante invasioner af germanske stammer i disse provinser fra anden halvdel af 3. århundrede forarmedes dette område.
I de følgende år er der kun få eksempler på vægmalerier.

### Ungarn
På grund af en god forskningstilstand har man et godt kendskab til vægmalerierne i Ungarn.
Fundene synes at vise, at denne provins i første omgang fulgte italiske forbilleder.
I nærheden af Nemesvamos-Balacapuszta var der en romersk villa, hvis malerier i 4. stil næppe følger eksempler fra Pompeji.
I det såkaldte sort-lilla rum er der svævende i felter indrammet af udsyn med arkitekturmotiver.
På arkitekturmotiver i sidepanelerne vises kentaurer og kandelabre malet med plasticitet.
Malerier fundet i Budapest minder stilistisk om dem fra det parthiske kunstområde og kan hentyde til soldater derfra.
Vægmalerier fra det lokale guvernør- eller statholderpalads, der dateres til 4. århundrede, er typiske for tiden med deres marmorimitationer.

### Romersk vægmaleri i provinsen Britannien
Malerierne fra Britannien er ganske godt undersøgt.
I modsætning til de andre nordvestlige provinser fulgte Britannien stort set udviklingen i Italien.
Det kan måske overraske, men provinsen blev erobret relativt sent ved en gradvis proces, der begyndte i år 43 e.Kr. under kejser Claudius.
Malerværkstederne her udviklede aldrig deres egen stil i samme grad som det for eksempel var tilfældet i Germania Superior.
Så der er gode belæg for vægge med arkitekturmotiver fra 2. århundrede og også for vægge med en rød-gul farveholdning.

### Romerske vægmalerier i den østlige del af imperiet
Udviklingen af vægmaleri som helhed er relativt vanskelig at spore i den østlige del af riget og er endnu ikke grundigt behandlet.
I Efesos blev der fundet mange eksempler i huse på bjergskråninger.
De udgør størstedelen af vægmalerier fra den østlige del af imperiet.
Der er vægge malet i 4. stil og rød-gule vægge fra 'den antoninske periode' – efter Antoninus Pius – som viser en lignende stil som i Italien.
Størstedelen af malerierne er fra 3. århundrede e.Kr. og har feltinddelte vægge på en lys baggrund.
Nødudgravninger i den antikke by Zeugma – sydligt i det nuværende Tyrkiet nær Gaziantep – er der gjort adskillige nye fund af vægmalerier fra 2. og 3. århundrede.
Her var hovedsagelig feltudsmykninger på lys baggrund med store individuelle figurer, der hver optager et felt.
Dekorationsskemaerne ligner dem fra Efesos.
Figurerne har ofte græske indskrifter som det var typisk i den hellenistiske verden.
En mur viser legemsstore tjenende figurer på rød baggrund mellem enkle arkitekturmotiver.
Det dateres til omkring 200 e.Kr. og kan sammenlignes med en omtrent samtidig væg i Rom (i Domus Praeconum).
Fra Athen og Delos er der udsmykninger fra 1. stil.
Fra Petra og Masada er der eksempler på 2. stil.
I Sabratha er der eksempler på kunstfærdigt udførte malerier, sandsynligvis fra Hadrians tid, der følger 2. stil.

### Nordafrika
Kun vægmalerierne fra Tunesien har hidtil været systematisk undersøgt.
Også her er der mange malerier, der kan henføres til stilarterne i Italien.
De ældste malerier kan knyttes til 3. stil og kommer fra Karthago.
Andre malerier i Karthago har bånd med ornamenter kendt fra 4. stil.
I Maison de la Ronde blev der fundet flere eksempler, der kan henføres til 4. stil.
Det drejer sig om rester af malede kandelabre.
Størstedelen af malerierne fra Tunesien dateres til 2. århundrede e.Kr.
Generelt har man indtryk af, at i det mindste store bycentre fulgte udviklingen i Italien.
I detaljer kan der imidlertid have været selvstændige udviklinger, som det er blevet bekræftet af særprægede malerier i 2. stil fra Petra som – selv om de kan henregnes til denne stil – dog i maleriernes opbygning adskiller sig fra dem fra Italien.
| - Eksempler fra den romerske provins - Rekonstruktion af triclinium 1. årh. f.Kr. Zaragoza - Vægudsmykning i 2. stil 1. årh. f.Kr. Calatayud i provinsen Zaragoza - Fresko i privatbolig Legionslejr Brigetio Komárom |

| - Eksempler fra den romerske provins - Budapest, vægdekoration i statholderpaladset i Aquincum, o. 300 e.Kr. - Vægudsmykning fra 2. årh. e.Kr. Southwark, London |

## Enkeltbilleder og særformer

### Landskabsmaleri og havelandskaber
I alle perioder er der belæg for malede havelandskaber.
Et rum kunne males fuldstændig som en have, ofte malet indhegnet af en lav mur som giver mulighed for indblik i haven.
Der kan være fugle, springvand og statuer.
I nogle pompejanske huse kan man få det indtryk, at disse malede havelandskaber skulle erstatte udstyr der ikke fandtes i huset.
Havelandskaber er belagt siden 2. stil og kan kun henføres til en stil ved hjælp af små detaljer.
Malerierne i Casa dei Cubicoli floreali (o. 'Huset med det blomsterbemalede rum') stammer for eksempel fra tidspunktet for 3. stil og er derfor temmelig fladt anlagt, mens landskaberne i 2. og 4. stil viser bestræbelser på at udtrykke rumlig dybde.
Vægmalerier med landskaber er godt bevidnet siden 2. stil. For eksempel er der gravet malerier frem i et hus på Esquilinhøjen i Rom, som viser scener fra Odysseen.
De cirka 1,60 meter høje vægmalerier viser Odysseus og andre heroiske figurer i en fremstilling overvejende domineret af landskab.
Klipper, træer, paladser gengives i en impressionistisk stil.
Under Augustus siges en maler ved navn Ludius at have været aktiv. Plinius den ældre nævner ham specifikt i sin naturhistorie som opfinderen af landskabsmaleriet.
Han malede landboliger, søjlehaller, anlagte haver, skove, bakker, damme, kanaler, floder og kyster og befolkede disse billeder med mennesker.
Til hans motiver hørte også villaer og havnebyer, som man blandt andet fandt dem i Pompeji og andre byer ved Vesuv.
| - Eksempler på havelandskaber - Havelandskab, Villa Livia Drusilla i Prima Porta, forstad til Rom - Figentræ, Casa dei Cubicoli floreali, Pompeji |

| - Eksempler på havelandskaber – fugle - Sultanhøne Casa del bracciale d'oro Pompeji - Fuglebad Casa del bracciale d'oro Pompeji |

### Mytologiske billeder
Det centrale billede på en væg var normalt et mytologisk billede, andre motiver på denne placering var forholdsvis sjældne.
Billedet er normalt på højkant.
Sådanne billeder vises kun i den sidste fase af 2. stil og er mere typiske for udførligt udførte malerier, mens simplere billeder ofte undlader sådanne billeder.
De fleste var sandsynligvis kopier af græske panelmalerier, men deres forlæg blev fulgt ret løst og ændret efter smag, så der kan være flere versioner af et enkelt billede med ganske betydelige forskellige.
Det skete ofte, at der var tilføjet flere figurer, for eksempel små eroter eller tilskuere arrangeret omkring hovedpersonerne.
Også for de mytologiske billeder kan der inden for de enkelte stile ske betydelig udvikling.
I 2. stil agerer figurerne normalt i et klart gengivet landskab, mens i 3. stil er de ofte kun antydet, og den fulde opmærksomhed er på figurerne.
Landskabets afbildninger bliver vigtigere i 4. stil, hvor der også er mange kunstnerisk ret fordringsløse billeder, som måske blot beror på en tilfældighed ved bevarelsen
Mytologiske billeder er belagt indtil 4. århundrede, men mister dog allerede betydning i tiden omkring den 'antoninske periode'
Billederne bliver mindre og mindre inden for vægområdet (de: innerhalb der Wand) og optager ikke længere dén centrale position, de havde før.
| - Eksempler på mytologiske billeder - Perseus og Andromeda - Polyfem og Odysseus - Europa og Zeus som tyr - Den straffede Amor |

| - Eksempler på mytologiske billeder - Perseus med Medusas hoved - Iapyx fjerner en pil fra Æneas' ben - De tre muser - Thetis henter Achilleus' våben og skjold i Hefaistos' værksted |

### Dagligdagen
Ud over de mytologiske billeder er der mange billeder fra dagligdagen.
Man finder dem sjældnere på vægmalerier i boligerne, derimod ofte i butikker eller madboder, hvor de tjente som en slags anbefalinger.
Disse hverdagsbilleder er stilistisk ofte ubehjælpsomme eller klodsede og adskiller sig derfor væsentligt fra de mytologiske scener.
Erotiske fremstillinger i bordeller er sandsynligvis at henregne hertil (de: gehören wohl sicherlich in einen ähnlichen Kontext).
De er ofte også holdt i en enkel stil.
| - Eksempler fra dagligdagen - Uddeling af brød - Amfiteater i Pompeji - Teaterscene i Pompeji - Erotisk scene på væg i Pompeji - Spisende person i privat bolig |

### Andre typer
Fra 4. stil er svævende figurer meget populære. De blev malet i felterne ved siden af hovedbillederne.
De fleste af dem er også figurer fra mytologien.
I deres sted kunne der også forekomme små landskabsbilleder, som undertiden også var en vægs hovedbillede.
Disse landskaber, blandt hvilke billeder af villaer var meget populære, er ofte meget skitseprægede, malet impressionistisk, men har derved en særlig charme.
De kunne endda optage en hel mur, især i haven til et hus.
Ud over disse billeder er stilleben meget populære.
I termiske bade finder man ofte billeder med vand hvor fisk svømmer rundt, og nogle spiserum har også billeder af festmåltider eller lignende overdådige måltider.
| - Eksempler på andre stilelementer - Svævende figur i 4. Stil - Villalandskab, Stabiae - Stilleben - Banketscene, festligt lag Herculaneum |

## Udsmykningens forhold til rummets funktion
Mange vægmalerier hentyder til rummets funktion og kan også afspejle bygherrens smag og økonomiske formåen.
Generelt kan det siges, at hjælpeværelserne var mindre udførligt udformet til repræsentation.
Dog er en entydig sammenhæng mellem de malede temaer og rummets funktion overraskende sjælden.
Stilleben- og dionysosscener blev ofte brugt i rum til fest og drikkelag, men andre temaer forekommer også her, og disse scener kan også findes i rum, der helt sikkert ikke var beregnet til festligt lag.
I Macellum – fiske- og kødmarkedet i Pompeji – finder man fisk i vægmaleriets øverste del, som tydeligt henviser til bygningens funktion.
I hovedzonen er der dog mytologiske billeder, som Argos og Io eller Odysseus og Penelope.
Forbindelsen til bygningens funktion er vanskelig at forstå.